# The Italian Barber
 (mai 2025).
Si vous disposez d'ouvrages ou d'articles de référence ou si vous connaissez des sites web de qualité traitant du thème abordé ici, merci de compléter l'article en donnant les références utiles à sa vérifiabilité et en les liant à la section « Notes et références ».
Pour plus de détails, voir Fiche technique et Distribution.
The Italian Barber est un film américain réalisé par D. W. Griffith, sorti en 1911.

## Fiche technique
- Titre original : The Italian Barber
- Réalisation : D. W. Griffith
- Photographie : G.W. Bitzer
- Société de production : Biograph Company
- Pays de production :  États-Unis
- Langue originale : anglais
- Format : noir et blanc - film muet
- Durée : 17 minutes
- Date de sortie :
  - USA : 9 janvier 1911

## Distribution
- Joseph Graybill
- Mary Pickford
- Marion Sunshine
- Mack Sennett
- Dorothy West